# Cameron Kennedy
Cameron Kennedy est né le 6 octobre 1993. Il a joué dans la série Ma Baby-Sitter est un vampire, dans le rôle de Rory. C'est un acteur américain, ainsi que canadien.

## Filmographie
- 2012 : Ma baby-sitter est un vampire (série télévisée) : Rory
- 2010 : Ma baby-sitter est un vampire (téléfilm) : Rory